# روبين داريو إنسوا
روبين داريو إنسوا (بالإسبانية: Rubén Darío Insúa)‏ هو لاعب كرة قدم أرجنتيني سابق ومدرب لفريق ديبورتيفو كالي حاليا.
شارك في بطولة كوبا أميريكا 1983

## وصلات خارجية
- روبين داريو إنسوا على موقع قاعدة بيانات كرة القدم.إي يو (الإنجليزية)
- روبين داريو إنسوا على موقع ناشيونال فوتبول تيمز (الإنجليزية)
- روبين داريو إنسوا على موقع Soccerway.com (الإنجليزية)